# 프리드리히 요한 카를 베케

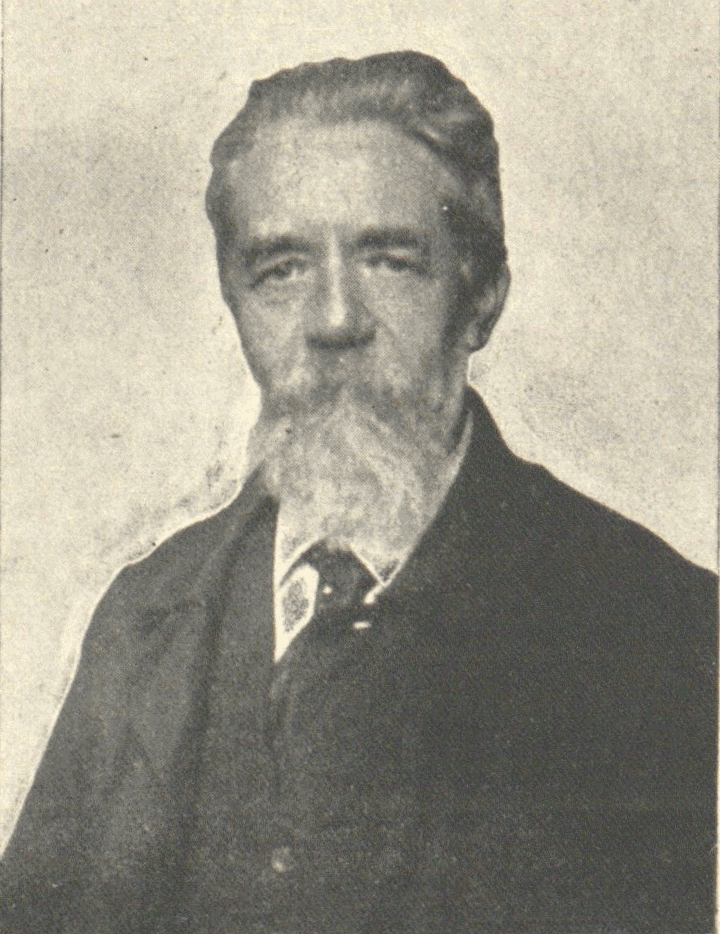

프리드리히 요한 카를 베케(Friedrich Johann Karl Becke, 1855년 12월 31일 ~ 1931년 6월 18일)는 오스트리아의 결정학자이자 암석학자이다. 프라하에서 태어났다.
화성암 분화과정에서 대서양 연안에 있는 화성암과 태평양 연안에 있는 화성암 사이에서 나타나는 화학 조성의 차이를 밝히고, 처음으로 변성암의 암석 연구를 시작했다. 그 밖에 결정편암에 관한 연구, 압력을 받아 형성되는 결정화 작용에서 나타나는 편리에 관한 연구, 광역변성대에 관한 연구를 하였다.